# أنخيل باوتيستا
أنخيل باوتيستا (بالإسبانية: Ángel Bautista)‏ (18 سبتمبر 1994 في المكسيك - ) هو لاعب كرة قدم مكسيكي في مركز الوسط.

## وصلات خارجية
- أنخيل باوتيستا على موقع قاعدة بيانات كرة القدم.إي يو (الإنجليزية)
- أنخيل باوتيستا على موقع Soccerway.com (الإنجليزية)
- أنخيل باوتيستا على موقع AS.com (الإسبانية)